# Різдвяна вулиця (Харків)
Різдвяна вулиця — вулиця у Новобаварському і Холодногірському районі Харкова. Починається від Конторської вулиці, йде на північ і заходить на Благовіщенський базар. Від початку до перехрестя з Полтавського Шляху Різдвяна належить до Новобаварського району, далі — до Холодногірського. Перетинається також з Благовіщенською, Коцарською, Чоботарською, Пискунівською вулицями.

## Історія і назва
У другій половині XVII століття виникла дорога, що з'єднувала дві окремі слободи, в одній з яких розташовувалась Церква Різдва Христова, а в другій — Благовіщенська. Вона пролягала трохи східніше сьогоднішньої Різдвяної вулиці. Поступово при дорозі виникли будівлі, звичайні мазанки, саму дорогу почали звати Різдвяним провулком. У 1787 р. провулок було перенесено на те місце, де Різдвяна вулиця проходить нині. Різдвяна вулиця була остаточно сформована наприкінці XVIII століття, офіційне найменування отримала у 1804 р. як Різдвяна поперечна вулиця, згодом — Мала Різдвяна вулиця, Різдвяна вулиця. Цю назву вона носила до 3 листопада 1922 р. Тоді отримала ім'я Фрідріха Енгельса. 20 листопада 2015 р. вулиці була повернена історична назва «Різдвяна».
Коли вулиця тільки починала своє існування, Церква Різдва Христова стояла на місці невеличкого скверу, що нині на самому початку вул. Конторської. Перший храм, дерев'яний, був ровесником Харкова. Після нього на цьому ж місці нові храми будувалися ще тричі. Останній з них був побудований за проєктом арх. П. А. Ярославського і зруйнований більшовиками у 1920-х роках.
Вулиця завжди мала суттєве транспортне значення: нею возили крам на Благовіщенський базар. Тому настав час її активної розбудови. Перші кам'яні будинки з'явились на ній у середині XIX століття, а з 1880-х років це були вже капітальні, дво- та триповерхові будинки, здебільшого житлові. 1910-і роки принесли Різдвяній вулиці швидкі зміни. У 1911 р. вулицю замостили гранітною бруківкою. Багатоповерхові будівлі, що зводились у ті роки, були за призначенням виробничими й торгівельними. У 1914 р. був побудований великий, зручний і оснащений новітнім на ті часи устаткуванням критий ринок. Таким чином, поряд із вулицями Суздальські Ряди й Червоні Ряди Різдвяна стала частиною ділового й торгівельного центру міста.
Після Жовтневого перевороту 1917 р. багато будинків були реквізовані під радянські установи, в деяких розмістили виробництво. Під час Німецько-радянської війни більшість будівель вулиці було зруйновано. Після війни проведено велику роботу з відбудови та реставрації постраждалих будинків. Найбільша за будівельним об'ємом споруда повоєнних часів — Управління Харківського метрополітену (1975 р.)

## Будинки

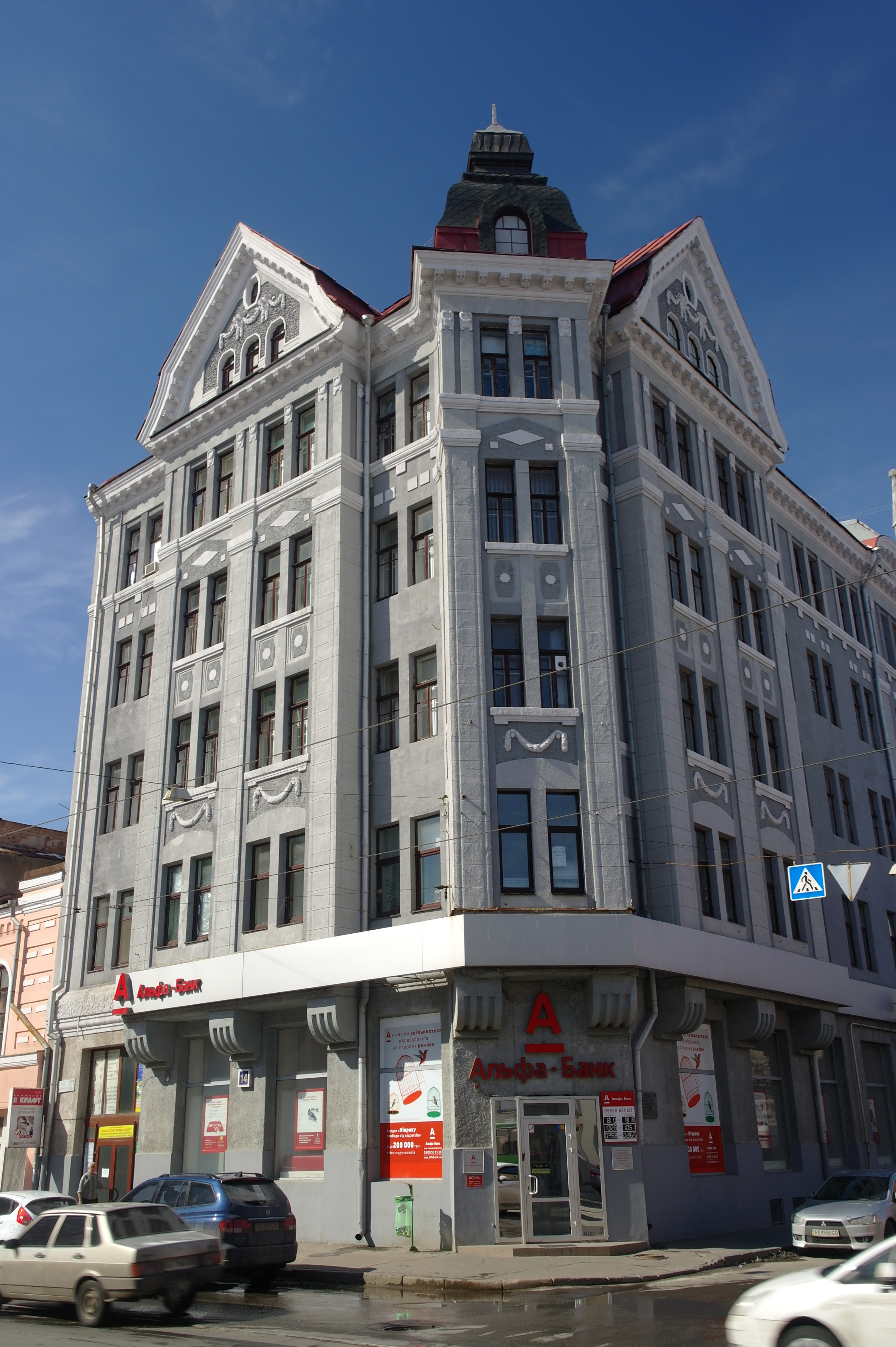
Буд. № 7. Готель

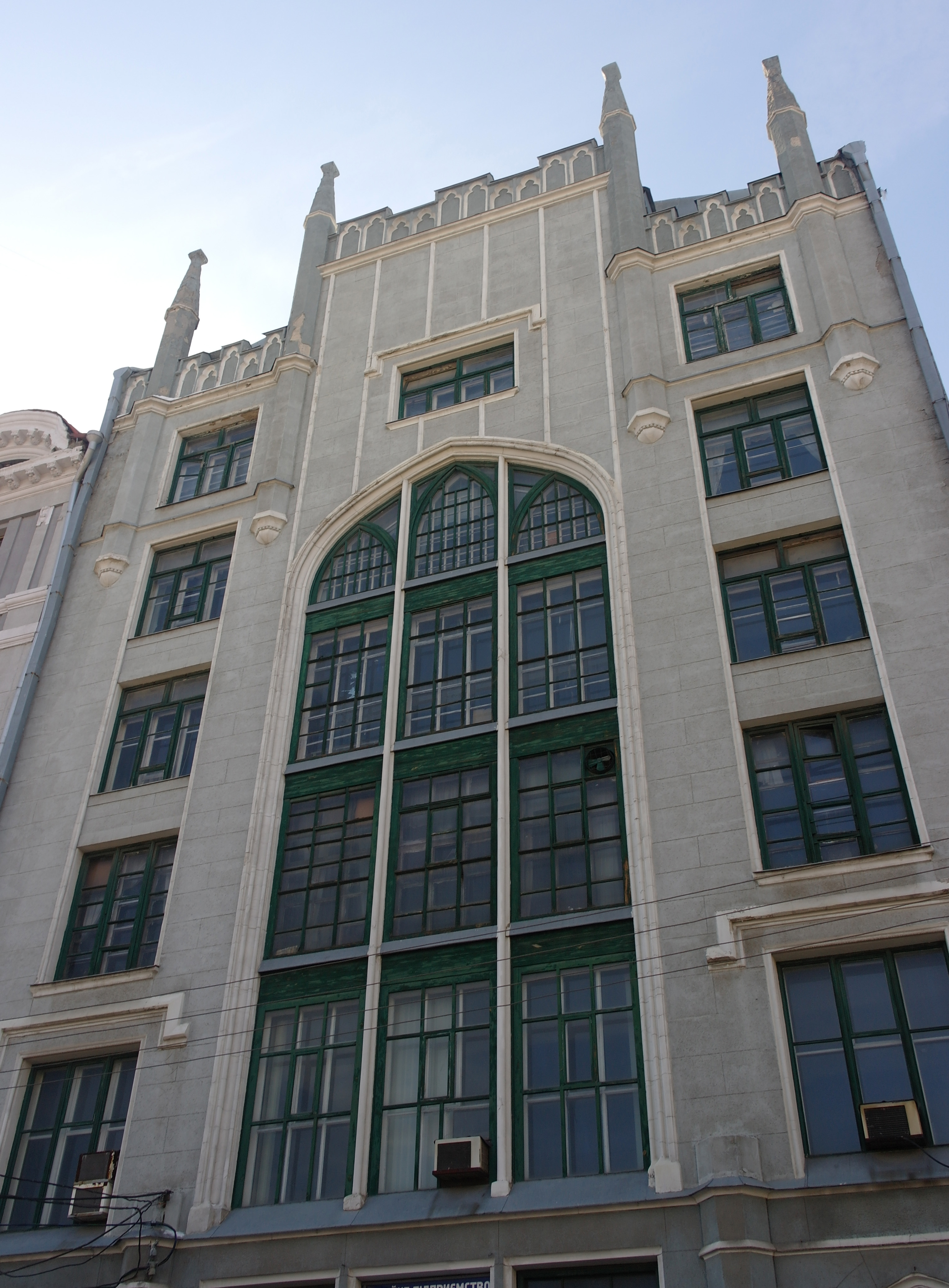
Буд. № 9. Фрагмент фасаду

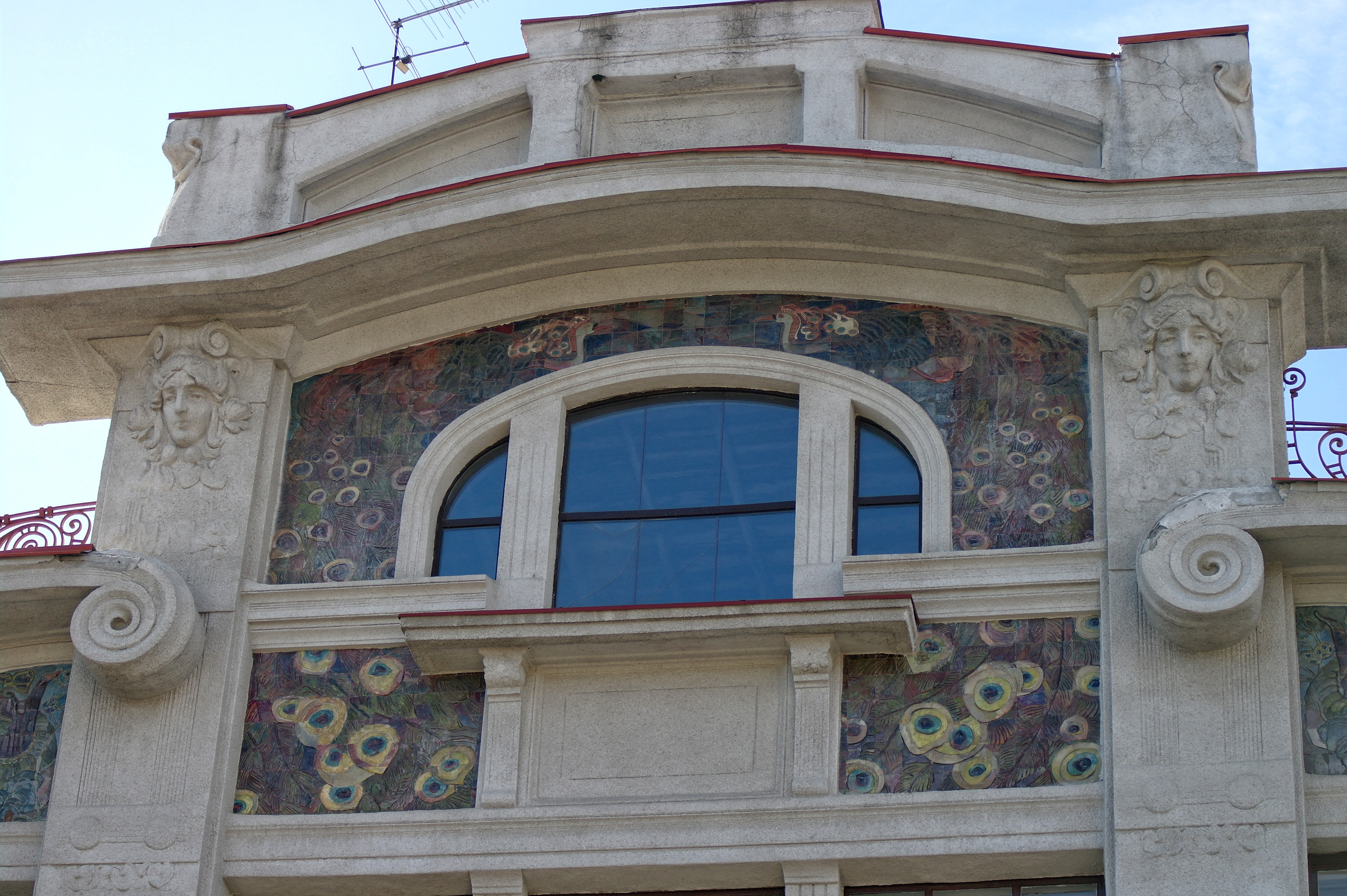
Буд. № 17. Фрагмент фасаду. Майоліка

- Буд. № 6 — Мануфактура Міндовського, 1910 р., арх. О. І. Ржепішевський[2], на розі з Лопанським провулком. На сьогодні будівля не використовується. Були спроби реконструювати її під виставковий центр, але невдалі.
- Буд. № 7 — На перехресті з Полтавським Шляхом, 14. Пам'ятка архітектури Харкова. Готель, 1912 р., арх. В. М. Покровський.
- Буд. № 9 — Мануфактура «Зільберман і сини», 1914 р., арх. М. Е. Компанієць. Стиль — псевдоготика.
- Буд. № 10 — Виробничі підприємства поч. XX століття. Арх. невідомий. Нині Харківський шрифтоливарний завод.
- Буд. № 11 — Харківська книжкова фабрика «Глобус». Будинок колись належав Товариству російських мануфактурних товарів.
- Буд. № 12 — Благовіщенський собор, 1881—1901 рр., арх. М. І. Ловцов.
- Буд. № 17 — Мануфактура поч. XX ст. Арх. невідомий. Стиль — модерн. Можливо, що автором майоліки на фасаді є М. О. Врубель.
- Буд. № 19 — Мануфактура, 1910 р., арх. О. І. Ржепішевський. Нині тут міститься один з факультетів ХНТУСГ[2].
- Буд. № 29 — КП Харківський метрополітен, 1973—1975 рр. Арх. Ю. І. Муригін та ін.
- Буд. № 33 — Критий ринок, 1914 р., арх. І. І. Загоскін.